# Richard R. Beeman
Richard R. Beeman (* 1942 in Seattle, Washington; † 5. September 2016) war ein US-amerikanischer Historiker. Sein Forschungsschwerpunkt lag innerhalb der Geschichte der Vereinigten Staaten auf der Kolonialzeit und der jungen Republik.

## Leben
Beeman wuchs in Long Beach, Kalifornien auf. Er studierte an der University of California, Berkeley und erhielt dort 1964 einen Bachelor of Arts. Anschließend setzte er sein Studium am College of William and Mary fort und erhielt dort 1965 einen Master of Arts. 1968 promovierte er bei Daniel Boorstin an der University of Chicago zum Ph.D.
Beeman verbrachte seine gesamte akademische Karriere an der University of Pennsylvania, wo er 43 Jahre forschte und lehrte, zuletzt als John Welsch Centennial Professor of History. In dieser Zeit war er unter anderem Vorsitzender des Department of History sowie danach Associate Dean und Undergraduate Dean des College of Arts and Sciences der Universität.
In den späten 1980er Jahren spielte Beeman eine wichtige Rolle bei der Planung des National Constitution Center in Philadelphia. Nach der Eröffnung des National Constitution Center 2000 gehörte er dessen Board of Trustees an.
2003 war er Harold Vyvyan Harmsworth Visiting Professors of American History am Rothermere American Institute der Oxford University Des Weiteren war er Fellow der National Endowment for the Humanities, der Rockefeller Foundation und der Huntington Library. Sein Buch Plain Honest Men: The Making of the American Constitution gewann 2010 den George Washington Book Prize.
Beeman, der an Amyotrophe Lateralsklerose erkrankt war, starb im September 2016 im Alter von 74 Jahren an dieser Erkrankung. Er war zweimal verheiratet und hatte zwei Kinder, einen Sohn und eine Tochter.

## Veröffentlichungen (Auswahl)
- The Old Dominion and the New Nation, 1788–1801 (1972)
- Patrick Henry: A Biography (1974)
- Beyond Confederation: Origins of the Constitution and American National Identity (1987)
- The Evolution of the Southern Backcountry: A Case Study of Lunenburg County, Virginia, 1746–1832 (1989)
- The Varieties of Political Experience in Eighteenth-Century America (2004)
- The Penguin Guide to the United States Constitution: A Fully Annotated Declaration of Independence, U. S. Constitution and Amendments, and Selections from the Federalist Papers (2010)
- Plain, Honest Men: The Making of the American Constitution (2010)
- Our Lives, Our Fortunes, Our Sacred Honor: Americans Choose Independence (2013)